# Rio Groapa Pârâului
O Rio Groapa Pârâului é um rio da Romênia, afluente do Ozunca, localizado no distrito de Covasna.